# Ambrosine Phillpotts
Ambrosine Marie Phillpotts, född 13 september 1912 i London, död 12 oktober 1980 i samma stad var en brittisk skådespelerska.

## Rollista i urval
- 1949 – Den förbluffade Mr. Beecham
- 1957 – Sanningen om kvinnor
- 1958 – Hertig i jeans
- 1959 – Expresso Bongo
- 1959 – Plats på toppen
- 1960 – Doktorn är kär
- 1961 – Nu tar vi på oss allt
- 1961 – Oss muntra musikanter emellan
- 1963 – Nu tar vi taxin
- 1965 – Att leva på toppen